# Algemene ledenvergadering
De algemene ledenvergadering of alv is de algemene vergadering van een vereniging. Alle leden van de betreffende vereniging zijn welkom en hebben stemrecht op de alv.
Een alv wordt minimaal eens per jaar gehouden: de zogeheten jaarvergadering. 

## Inhoud van de vergadering
Op een alv worden het gevoerde en te voeren beleid besproken, dat uitgevoerd wordt door het bestuur of het dagelijks bestuur van de vereniging. Het terugkoppelen van het gevoerde beleid gebeurt onder andere jaarlijks (op de jaarvergadering) door middel van:
- een (secretarieel) jaarverslag (wat heeft de vereniging gedaan) en
- een financieel verslag (inclusief een jaarrekening: wat waren de inkomsten en de uitgaven)

Naast het beleid kan er nog een aantal andere punten besproken worden op de alv:
- Het (al dan niet) dechargeren van bestuursleden.
- Het benoemen van nieuwe bestuursleden
Wanneer dit plaatsvindt op een alv spreekt men ook wel van een overdrachts-alv of wissel-alv.
- Het wijzigen van de samenstelling van alv-commissies.
- Het installeren en beëindigen van commissies.
- Het behandelen van moties.
- Wijzigingen van het huishoudelijk reglement (HR).
Over een hr-wijziging wordt altijd gestemd, waarbij meestal een hoger quorum nodig is om te besluiten tot het wijzigen van het HR.
- Wijzigingen van de statuten.
Voor de statuten gelden hogere eisen aan de alv dan bij normale besluitvorming. Het quorum ligt meestal aanzienlijk hoger. Ook moeten de statutaire wijzigingen bij een notaris vastgelegd worden.

### Verdeling van bevoegdheid tussen bestuur en vergadering
Een vaak gehoord adagium is dat de vergadering het hoogste orgaan van de vereniging is; dit beginsel is echter achterhaald. Sinds het Forumbank-arrest van 19 februari 1960 wordt aangenomen dat de vergadering en het bestuur beide gelijkwaardige organen van een rechtspersoon zijn, die beide hun eigen bevoegdheid hebben. Het bestuur is belast met het dagelijks beleid van de vereniging (en dit is dan ook voorbehouden aan het bestuur), de vergadering is enkel belast met besluiten aangaande het voortbestaan en de organisatie van de vereniging, zoals: statutenwijzigingen, benoeming en ontslag van bestuur, wijzigen en aannemen van huishoudelijke reglementen, toetreding en royement van leden en goedkeuring van begrotingen en eindafrekeningen.

### Competentiegeschillen
Door middel van een motie kan een vergadering een besluit nemen over een onderwerp dat voorbehouden is aan de competentie van het bestuur, zijnde een besluit dat betrekking heeft op beleid. Het bestuur is dan echter vrij om geen gevolg te geven aan de motie. Een feitelijk gevolg van het 'in de wind slaan' van een motie kan wel zijn dat het bestuur door de ALV wordt ontslagen (afgezet).
Enkel door middel van een statutenwijziging kan een vergadering beleid dwingend voorschrijven aan het bestuur. Het is echter niet mogelijk om in de statuten op te nemen dat een vergadering bevoegd is om naar eigen inzicht beleid te vormen omdat deze bepaling een te grote inbreuk maakt op de wettelijke competentieverdeling. Het bestuur moet in algemene zin bij uitsluiting bevoegd blijven om het beleid te bepalen.

## Rolverdeling binnen de alv
In een alv wordt meestal een vaste rolverdeling gehanteerd, waarbij de bestuursleden een specifieke rol hebben.

### De rol van bestuursleden tijdens een alv
Over het algemeen zit de voorzitter (ook wel preses, rector of president) van het dagelijkse bestuur of het bestuur de vergadering voor en is de secretaris notulist tijdens de vergadering. De voorzitter van de vergadering hoeft niet de voorzitter te zijn uit het bestuur. Die voorzitter vertegenwoordigt en voert het woord namens het bestuur, behalve tijdens specifieke punten zoals de financiën. Om de voorzitter werk uit handen te nemen worden de woordvoerder- en voorzitterstaken op de alv soms gescheiden. Er is dan sprake van een technisch voorzitter die lid is van een apart presidium.

### Commissies tijdens een alv
Meestal onderscheidt een vereniging twee soorten commissies: alv-commissies en bestuurscommissies. alv-commissies zijn verantwoording verschuldigd aan de ALV, en wijzigingen in de samenstelling van zulke commissies horen goedgekeurd te worden door de alv. Meestal voert de voorzitter van de commissie het woord namens de commissie wanneer commissiezaken van de betreffende commissie besproken worden.

### Kascommissie tijdens een alv
De kascommissie brengt tijdens een alv verslag uit over het al dan niet in orde zijn van de financiën. Dit is meestal een advies aan de alv om de financiën wel of niet goed te keuren. In plaats van het instellen van een kascommissie, kan ook een accountant in de arm worden genomen om de jaarrekening te controleren.